# Circus (album Lenny Kravitz)
| Recensione    | Giudizio |
| ------------- | -------- |
| AllMusic      |          |
| Rolling Stone |          |

Circus è il quarto album in studio del cantante statunitense Lenny Kravitz, pubblicato il 12 settembre 1995 dalla Virgin Records.
L'album ha raggiunto il decimo posto della Billboard 200, il primo dell'artista nella Top 10 statunitense, e il quinto posto della classifica britannica.

## Tracce
1. Rock & Roll Is Dead – 3:23 (Kravitz)
2. Circus – 4:48 (DeVeaux, Britten)
3. Beyond the 7th Sky – 4:54 (Ross, Kravitz)
4. Tunnel Vision – 4:19 (Kravitz)
5. Can't Get You off My Mind – 4:34 (Kravitz)
6. Magdalene – 3:48 (Kravitz)
7. God Is Love – 4:26 (Kravitz, Kirsch)
8. Thin Ice – 5:33 (Ross, Kravitz)
9. Don't Go And Put A Bullet In Your Head – 4:22 (Kravitz)
10. In My Life Today – 6:29 (Ross, Kravitz)
11. The Resurrection – 4:28 (Ross, Kravitz)

## Formazione
- Lenny Kravitz - voce, basso, batteria, beatboxing, chitarra a 12 corde, chitarra acustica, chitarra elettrica, moog, sintetizzatore, organo Hammond
- Henry Hirsch - basso, mellotron, pianoforte elettrico
- Tony Breit - basso
- Craig Ross - chitarra acustica, chitarra elettrica, mandolino

## Classifiche
| Classifica (1995) | Posizione massima |
| ----------------- | ----------------- |
| Australia         | 2                 |
| Austria           | 3                 |
| Belgio (Fiandre)  | 3                 |
| Belgio (Vallonia) | 14                |
| Canada            | 7                 |
| Finlandia         | 7                 |
| Francia           | 7                 |
| Germania          | 8                 |
| Giappone          | 1                 |
| Italia            | 13                |
| Norvegia          | 7                 |
| Nuova Zelanda     | 4                 |
| Paesi Bassi       | 1                 |
| Regno Unito       | 5                 |
| Stati Uniti       | 10                |
| Svezia            | 7                 |
| Svizzera          | 1                 |